# 穆霍韋齊河
穆霍韋齊河（烏克蘭語：Муховець）是烏克蘭的河流，位於該國西部，發源自佩赫蒂伊東南面，流經赫梅利尼茨基州，屬於霍莫拉河的右支流，河道全長22公里，流域面積182平方公里。